# Rio Arinos
Rio Arinos är ett vattendrag i Brasilien.   Det ligger i delstaten Mato Grosso, i den centrala delen av landet, 1 300 km nordväst om huvudstaden Brasília.
I omgivningarna runt Rio Arinos växer i huvudsak städsegrön lövskog. Trakten runt Rio Arinos är nära nog obefolkad, med mindre än två invånare per kvadratkilometer.